# خط مشترک دیجیتال پرسرعت تک جفت
خط مشترک دیجیتال پرسرعت تک‌جفت (به انگلیسی: Single-pair high-speed digital subscriber line یا SHDSL) گونه‌ای فناوری خط اشتراک دیجیتال متقارن است که برای انتقال داده‌های متقارن از راه خطوط تلفن مسی به‌کار می‌رود و سرعتی بالاتر از مودم‌های معمولی باند صوتی فراهم می‌کند.
- تک‌جفت بودن:  در این فناوری، برخلاف بسیاری از دیگر استانداردهای DSL، تنها از یک جفت سیم مسی برای ارسال و دریافت داده‌ها استفاده می‌شود. این موضوع نصب و راه‌اندازی را ساده‌تر کرده و هزینه‌ها را کاهش می‌دهد.
- متقارن بودن:  در این فناوری، سرعت ارسال و دریافت داده‌ها معمولاً برابر است. این ویژگی برای کاربردهایی که نیاز به بارگذاری و بارگیری همزمان با سرعت بالا دارند، مانند سرویس‌های فیلترشکن یا انتقال داده‌های بزرگ، بسیار مفید است.
- سرعت بالا:  این فناوری می‌تواند سرعت‌های بالاتری نسبت به مودم‌های آنالوگ یا برخی دیگر از گونه‌های DSL را ارائه دهد. نرخ انتقال بسته به کیفیت خط، طول حلقهٔ محلی و فاصله از مرکز مخابراتی متغیر است.
- کاربردها:  معمولاً برای اتصال به اینترنت شرکت‌ها، سازمان‌ها و همچنین برای اتصال شبکه‌های محلی به یکدیگر به‌کار می‌رود.

برخلاف دیگر فناوری‌های خط اشتراک دیجیتال، این فناوری از روش مدولاسیون دامنهٔ پالس کدگذاری‌شده با ترلیس (TC-PAM) استفاده می‌کند. این گونه کدگذاری در فرکانس‌هایی شبیه به سرویس تلفن آنالوگ سنتی عمل می‌کند؛ از این‌رو، امکان استفادهٔ هم‌زمان از این فناوری و POTS روی یک خط تلفن، با استفاده از تقسیم‌کنندهٔ فرکانس وجود ندارد.
این فناوری به‌دلیل نرخ دادهٔ متقارن، برای کاربردهای تجاری مانند تبادل شعب خصوصی، شبکه‌های خصوصی مجازی، میزبانی وب و دیگر خدمات داده محبوب است.
نرخ انتقال داده به‌صورت متقارن و در خطوط تک‌جفت از ۱۹۲ تا ۲٬۳۱۲ کیلوبیت بر ثانیه، با گام‌های ۸ کیلو بیتی، و در خطوط دو جفت از ۳۸۴ تا ۴٬۶۲۴ کیلوبیت بر ثانیه با گام‌های ۱۶ کیلو بیتی قابل تنظیم است. برد سرویس بسته به نرخ بیت، طول حلقه محلی و شرایط نویز خط متغیر بوده و می‌تواند تا ۳٬۰۰۰ متر برسد. همچنین در سرعت‌های پایین‌تر، استفاده از دو جفت سیم برای افزایش برد امکان‌پذیر است. تقسیم بار داده‌ها روی هر جفت سیم باعث افزایش مقاومت در برابر نویز و خطا می‌شود.
با به‌کارگیری روش مدولاسیون ۳۲-TC-PAM که در ضمیمه‌های F و G استاندارد تعریف شده‌است، نرخ انتقال داده در حالت تک‌جفت می‌تواند به صورت اختیاری تا ۵٬۶۹۶ کیلوبیت بر ثانیه افزایش یابد. در حالت اتصال چند جفت، با استفاده هم‌زمان از حداکثر چهار جفت سیم، می‌توان به نرخ انتقال داده‌ای تا ۲۲٬۷۸۴ کیلوبیت بر ثانیه دست یافت.
داده‌های منتقل‌شده می‌توانند شامل حالت «کانال شفاف»، خطوط T1 یا ای۱ کامل یا کسری، چندین رابط نرخ پایه ISDN (BRI), سلول‌های (ATM) یا بسته‌های (اترنت) باشند. حالت «حامل دوگانه» نیز امکان استفادهٔ هم‌زمان از دو گونه جریان داده (برای نمونه T1 و ATM) را بر بستر یک اتصال فراهم می‌کند.

## استانداردها
استاندارد این فناوری در توصیه‌نامهٔ ITU-T G.991.2 تعریف شده و نخستین‌بار در فوریهٔ ۲۰۰۱ منتشر شد. تجهیزات مبتنی بر پیش‌نویس‌های اولیهٔ این استاندارد با عنوان G.SHDSL نیز شناخته می‌شوند. نسخهٔ به‌روزشدهٔ اصلی در دسامبر ۲۰۰۳ منتشر شد که با عنوان G.SHDSL.bis شناخته می‌شود.
ویژگی‌های افزوده‌شده در به‌روزرسانی‌های G.991.2 عبارت‌اند از:
- پشتیبانی اختیاری از اتصال چند جفت (تا چهار جفت سیم مسی)
- پشتیبانی اختیاری از نرخ داده تا ۵٬۶۹۶ کیلوبیت بر ثانیه برای هر جفت سیم (ضمائم F و G)
- قابلیت اختیاری تنظیم پویای نرخ انتقال بدون ایجاد قطعی در سرویس (ضمیمهٔ E.10.3)
- تعریف جدید برای انتقال بسته‌های اترنت (حالت انتقال بسته، PTM)، در ضمیمهٔ E.11

این فناوری به‌عنوان جایگزینی برای فناوری قدیمی‌تر HDSL (استاندارد G.991.1) توسعه یافت. با این‌ حال، هم‌اکنون به‌دلیل پهنای باند بیشتر، تداخل کمتر و بازدهی بالاتر، عمدتاً با فناوری VDSL2 جایگزین شده است.
در اروپا، نسخه‌ای از این فناوری توسط ETSI با نام «SDSL» استاندارد شده که با استاندارد ITU-T سازگار است. این نسخه نباید با فناوری SDSL که در آمریکای شمالی رایج است، اشتباه گرفته شود.